# Jan Gerbich
Jan Gerbich (ur. 13 grudnia 1900 w Łodzi, zm. 30 sierpnia 1994 w stanie São Paulo, Brazylia) – polski bokser, olimpijczyk.

## Życiorys
W sporcie zaistniał dość późno i całkiem przypadkowo, odbywając służbę wojskową w Poznaniu w wieku 22 lat, przez przypadek spotykając Eugeniusza Nowaka rozpoczął naukę boksu.
Walczył w kategorii półciężkiej, sporadycznie występował w wadze średniej. Był wychowankiem i zawodnikiem klubu ŁKB Łódź (1922 – 1924), a następnie "Krusche i Ender" Pabianice (1925 – 1928). Uczestniczył w igrzyskach olimpijskich w Paryżu 1924 roku, odpadając w eliminacjach wagi półciężkiej. Startując w mistrzostwach Europy w Berlinie 1927 roku, przegrał walkę eliminacyjną w kategorii średniej. Wywalczył czterokrotnie tytuł mistrza Polski wagi półciężkiej w latach: 1924, 1926, 1927 i 1928, oraz brązowy medal w 1925 roku w tej samej kategorii wagowej. Po tych sukcesach na krajowym ringu, zdecydował się na wyjazd w pierwszych dniach lipca 1928 roku do Brazylii, walczyć jako zawodowiec. Na ringu zawodowym w latach 1928 – 1930 stoczył 18 walk, z czego 9 wygrał, 3 zremisował i 6 przegrał.
Po zakończeniu kariery sportowej, stał się właścicielem farmy, na której dożył 94 lat.
W pierwszej połowie lat 20., reprezentował ponadto barwy ŁKS Łódź, jako lekkoatleta uprawiał rzut oszczepem.